# إيفان كانيت
إيفان كانيت (بالإسبانية: Iván Cañete) هو لاعب كرة قدم باراغواياني في مركز الدفاع، ولد في 22 أبريل 1995. لعب مع سيرو بورتينيو.